# Estigmene sabulosa
Estigmene sabulosa är en fjärilsart som beskrevs av Jean Romieux 1943. Estigmene sabulosa ingår i släktet Estigmene och familjen björnspinnare. Inga underarter finns listade i Catalogue of Life.